# Pfingstwiesengraben
Der Pfingstwiesengraben ist ein Wasserlauf im Magdeburger Stadtteil Westerhüsen.

## Verlauf
Er entspringt einer verrohrten Quelle südlich des Volksparks Westerhüsen, unmittelbar nördlich der Siedlung an der Straße In der Mittelwiese, die auch als Willis Hof bezeichnet wird. Das als Biotop ausgewiesene Quellgebiet befindet sich im Flurstück mit dem Flurnamen Pfingstwiese. Der Name soll sich von der ursprünglichen Nutzung des Gebiets für Feierlichkeiten zum Pfingstfest ableiten. In diesem Bereich befand sich das im Laufe des 18. Jahrhunderts vollständig abgeholzte Westerhüser Gehölz.
Der Pfingstwiesengraben, der in der Vergangenheit auch als Rennegraben bezeichnet wurde, verläuft in östlicher Richtung und wird von der Holsteiner Straße und später der Bahnstrecke Magdeburg–Leipzig sowie der Landstraße Magdeburg-Schönebeck (Elbe) überquert. Nach insgesamt etwa 1,5 Kilometern mündet der Graben in die Elbe. Südlich der Mündung befindet sich die Wüstung Pötritz.
Zeitweise waren größere Abschnitte des Wasserlaufs verrohrt. Die Verrohrung wurde Anfang des 21. Jahrhunderts entfernt.